# NGC 5939
NGC 5939 ist eine 13,1 mag helle Spiralgalaxie vom Hubble-Typ Sbc im Sternbild Kleiner Bär und etwa 306 Millionen Lichtjahre von der Milchstraße entfernt.
Sie wurde am 11. Juli 1883 von Lewis A. Swift entdeckt.